# Sinikka Keskitalo
Sinikka Marja-Liisa Keskitalo (Jalasjärvi, 29 de janeiro de 1951 - 25 de outubro de 2011) foi uma atleta finlandesa da maratona que participou dos Jogos Olímpicos de Verão de 1988 e de 1984.